# Сибирский тракт (Казань)
Сибирский тракт — магистральная улица в Советском районе Казани, часть Сибирского тракта. Проходит с юга на север, начинается у Советской площади и переходит в улицу Мира в районе кладбища Нагорное. Соединяет Казань с бывшим пригородом, поселком Дербышки.

## История
На Сибирском тракте находилось место ставки Е.Пугачёва перед штурмом Казани в 1774 году. Отсюда 12 июля Пугачёв выдвинул свои войска на приступ Казани.
Застройка ведется с 50-х годов ХХ-го века. Сибирский тракт с улицей Арбузова получили одну из первых двухуровневых развязок в Казани.

## Транспорт
По тракту курсируют автобусы и троллейбусы, а на участке от Советской площади до улицы Халитова по Сибирскому тракту ходят трамваи 4-го маршрута, от ул. Халитова до ул. Журналистов проходит служебная линия в трамвайное депо.

## Примечательные объекты и организации
- ОАО «Казанькомпрессормаш»
- Городская больница скорой медицинской помощи № 1 (Больница скорой медицинской помощи № 15 (БСМП)
- № 3, 5, 7/6 — жилые дома компрессорного завода.[6][7]
- № 4 — жилой дом Волжско-Камского института водного лесотранспорта.[8] На первом этаже этого дома в 1998 году был открыт первый магазин торговой сети «Бахетле».[9]
- № 6 — общежитие Казанской государственной консерватории.[10]
- № 9/5 — жилой дом компрессорного завода. В этом доме располагается почтовое отделение 420029; в советское время здесь располагался жилищно-коммунальный отдел компрессорного завода, отдел по труду Советского райисполкома.[11] В 2019 году на доме была установлена мемориальная доска в память о проживавшем здесь в 1954–1999 годах писателе Мухамеде Садри[тат.].[12]
- № 10/7 — Казанский физико-технический институт им. Е.К. Завойского.
- № 11/1 — жилой дом треста «Татнефтепроводстрой».[13]
- № 12 — Казанский национальный исследовательский технологический университет (КГТУ КХТИ).
- № 16 — жилой дом завода ЭВМ.[14]
- № 24/7 — жилой дом завода ЭВМ.[15]
- № 29 — Республиканский клинический онкологический диспансер.[16]
- № 35 — Казанская государственная академия ветеринарной медицины имени Н. Э. Баумана.
- № 40 — НИИ «Турбокомпрессор» имени В. Б. Шнеппа.[17]
- № 46 — трамвайное депо № 1.

## Фотографии

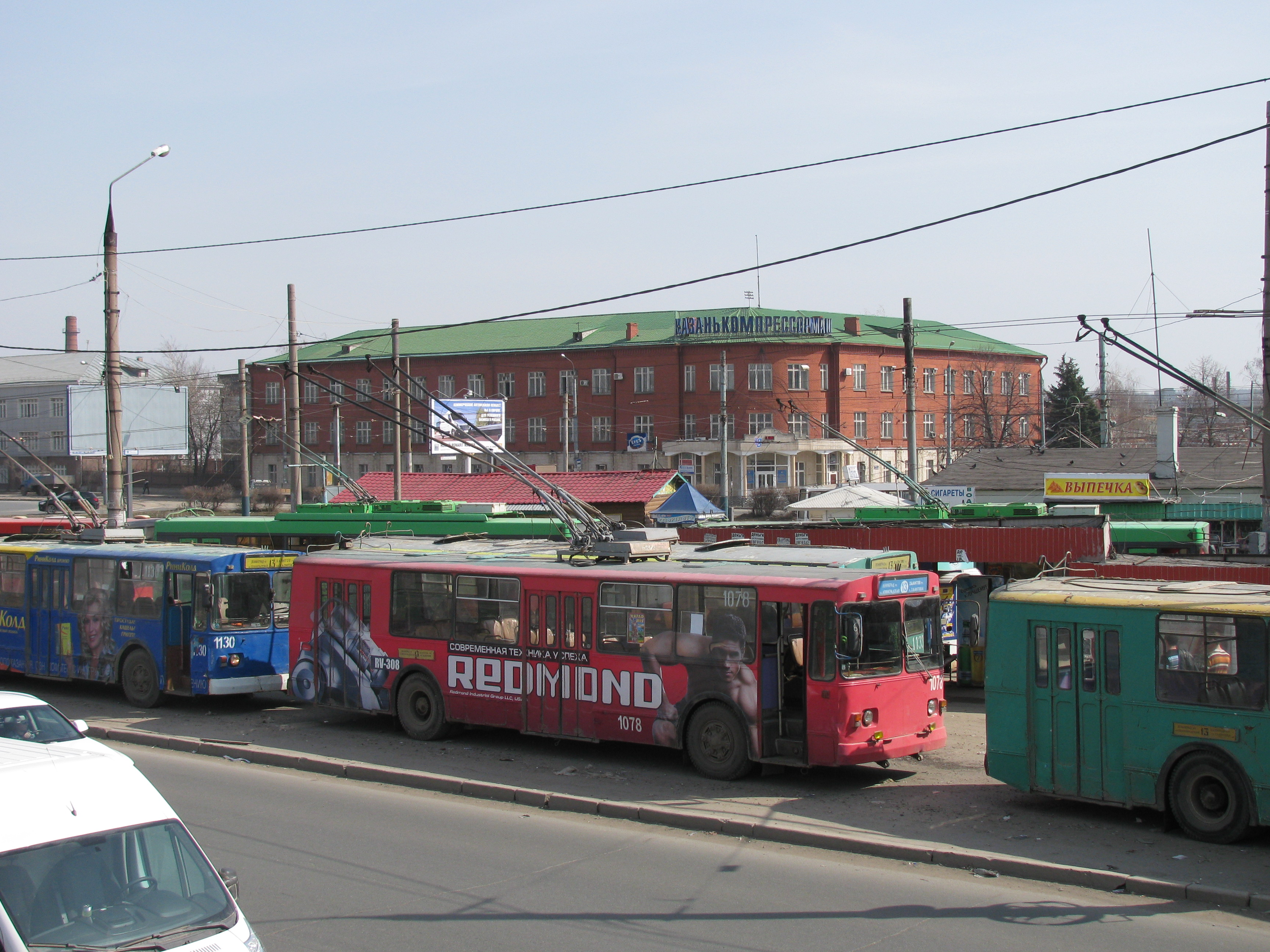
ОАО «Казанькомпрессормаш»
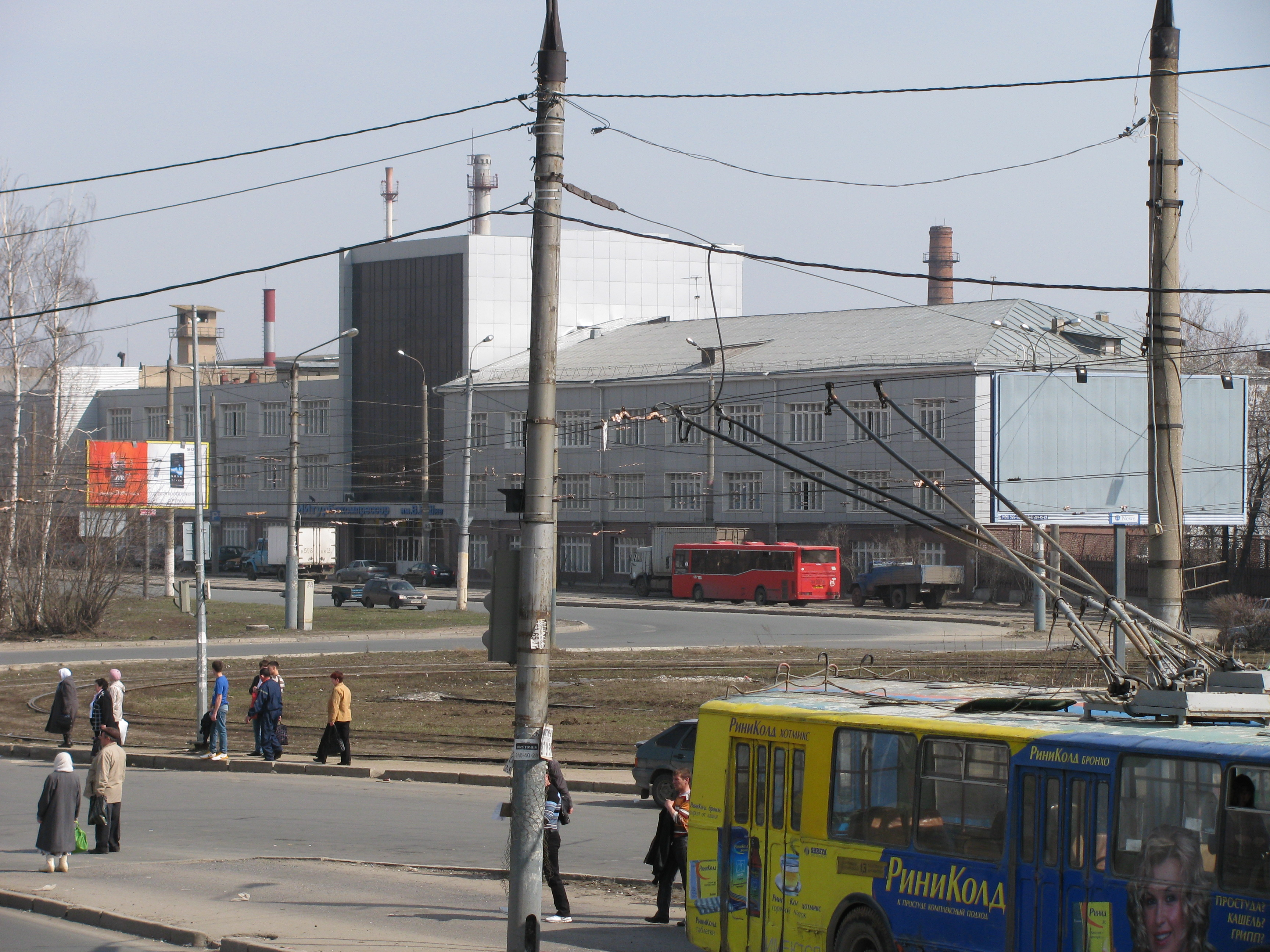
НИИ Турбокомпрессор им. Шнеппа
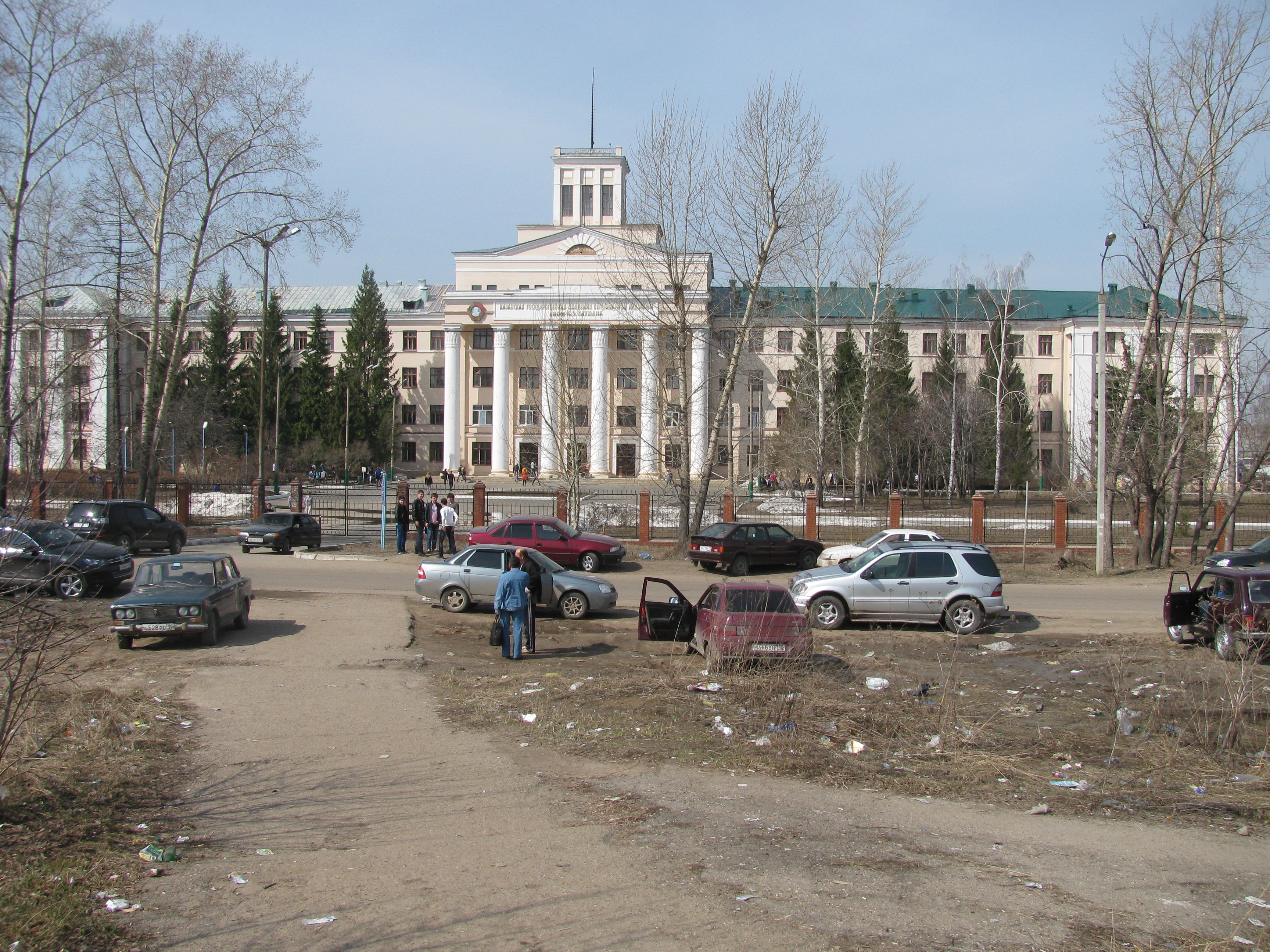
Казанская Государственная Академия Ветеринарной Медицины им. Баумана
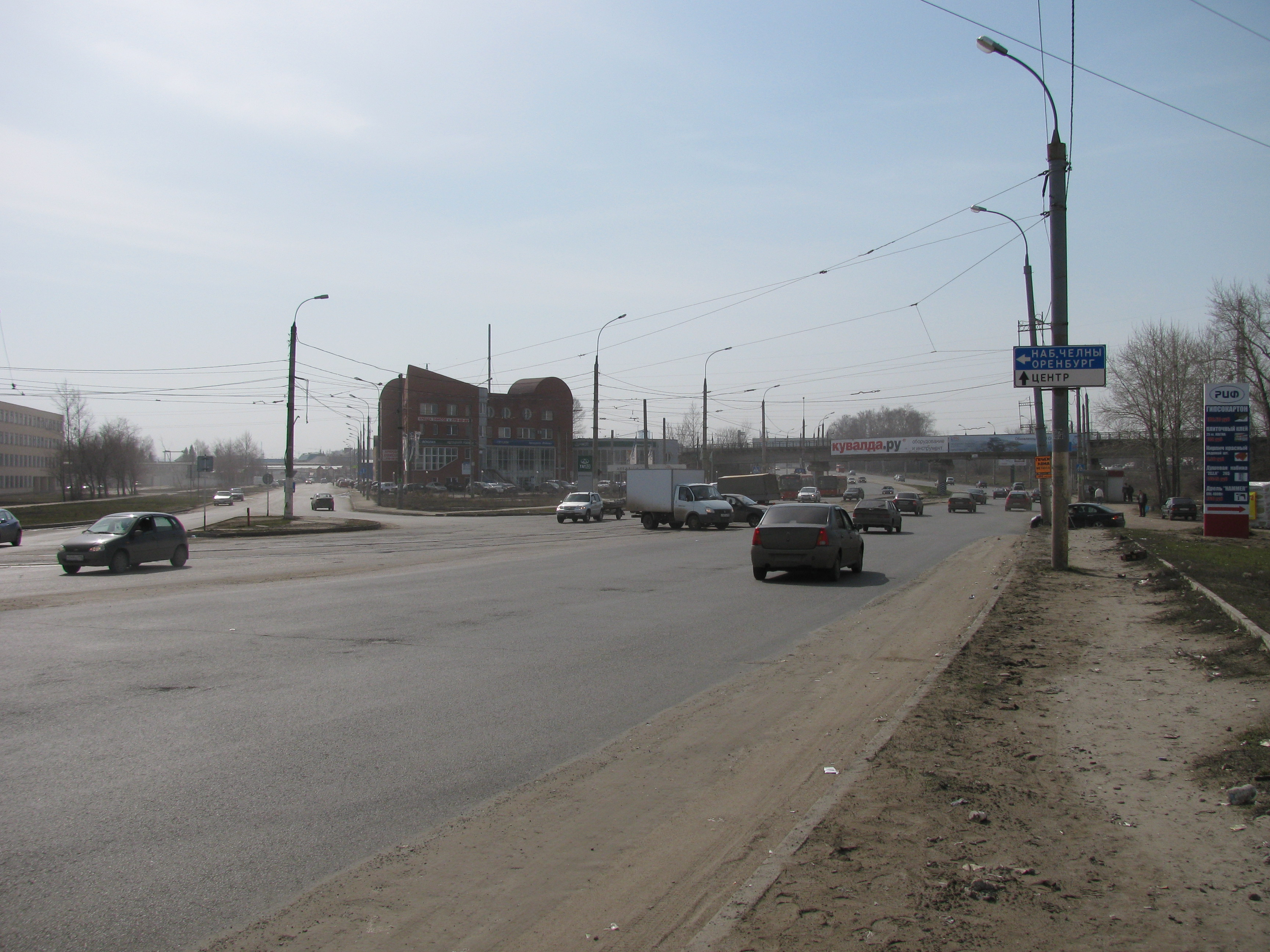
Перекрёсток с улицей Журналистов
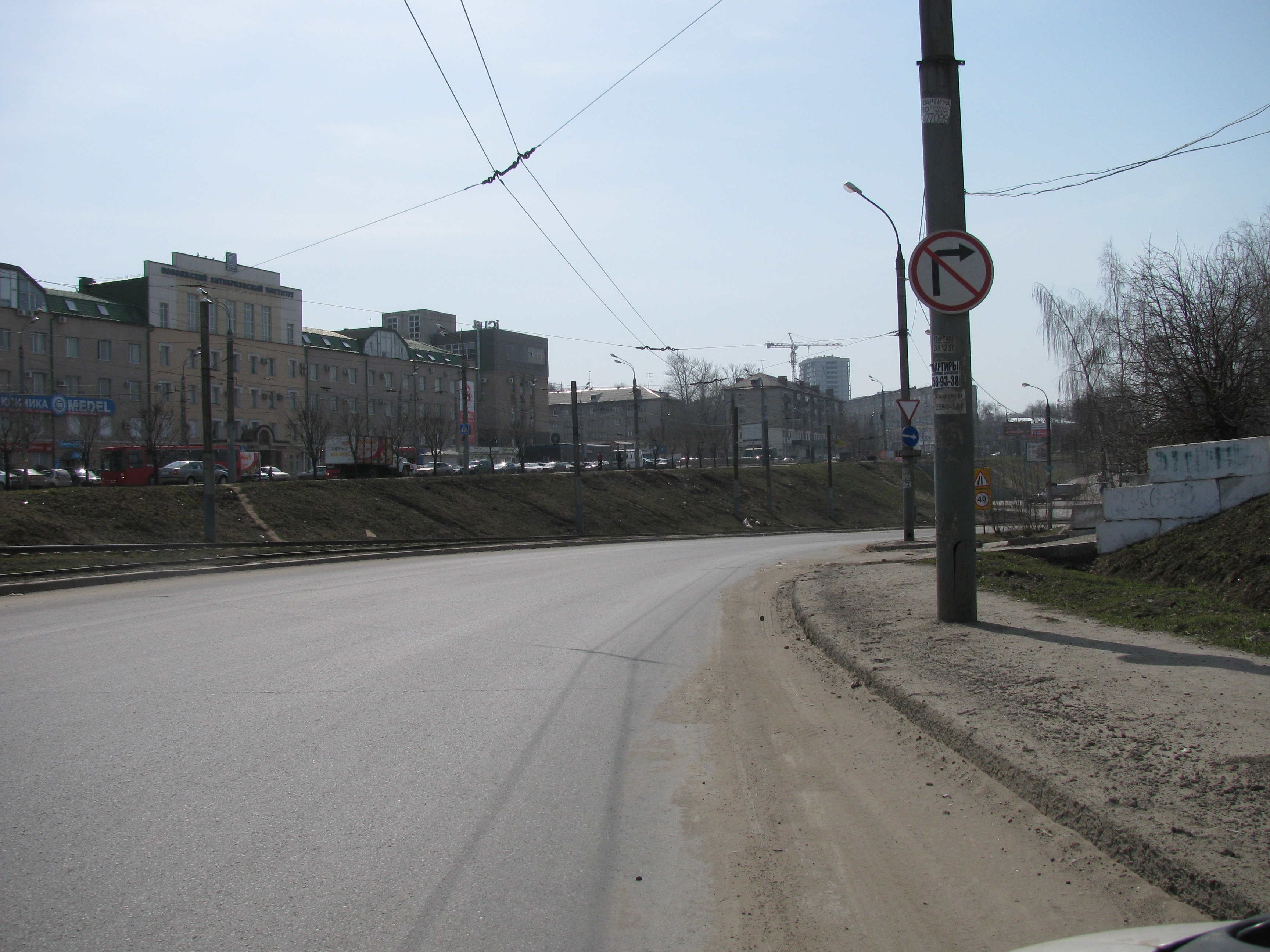
Спуск к проспекту Ямашева
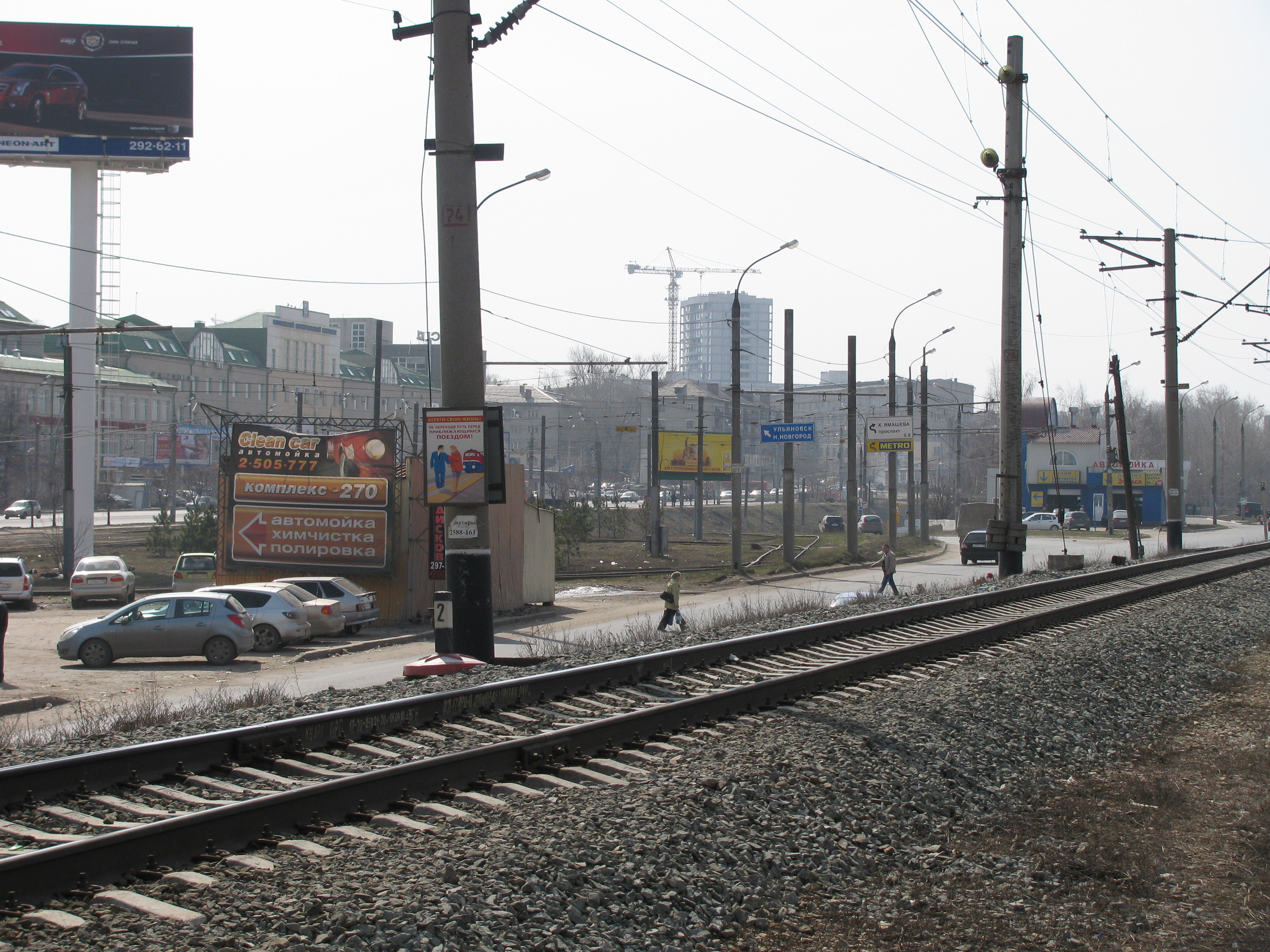
Развязка и железнодорожные пути